# Autobahndreieck Langenfeld
Das Autobahndreieck Langenfeld (Abkürzung: AD Langenfeld; Kurzform: Dreieck Langenfeld) ist ein Autobahndreieck in Nordrhein-Westfalen, das sich in der Metropolregion Rhein-Ruhr befindet. Hier endet die A 542 und geht in die Bundesautobahn 3 (Oberhausen – Frankfurt am Main – Passau) über.

## Geographie
Das Dreieck liegt auf dem Gebiet der Stadt Langenfeld. Die umliegenden Städte sind Leichlingen, Solingen, Hilden und Leverkusen. Es befindet sich etwa 20 km nördlich von Köln und etwa 25 km südöstlich von Düsseldorf.
Das Dreieck Langenfeld trägt auf der A 3 die Nummer 21, auf der A 542 die Nummer 4.

## Bauform
Ursprünglich war die A 542 Teil der geplanten Bundesautobahn 54, die von der niederländischen Grenze bis ins Sauerland führen sollte. Der Knotenpunkt wurde daher als Autobahnkreuz in Kleeblattform angelegt, aber nur in Teilen realisiert. Ein Weiterbau der Autobahn in Richtung Osten ist nicht mehr geplant, hier gibt es heute nur eine Zufahrt zu einer Mülldeponie, die nicht für die Allgemeinheit freigegeben ist.
Die A 3 ist im Bereich des Dreiecks sechsspurig, die A 542 vierspurig ausgebaut.

## Verkehr
| Von                  | Nach                        | Durchschnittliche tägliche Verkehrsstärke | Durchschnittliche tägliche Verkehrsstärke | Durchschnittliche tägliche Verkehrsstärke | Anteil Schwerlastverkehr | Anteil Schwerlastverkehr | Anteil Schwerlastverkehr |
| Von                  | Nach                        | 2005                                      | 2010                                      | 2015                                      | 2005                     | 2010                     | 2015                     |
| -------------------- | --------------------------- | ----------------------------------------- | ----------------------------------------- | ----------------------------------------- | ------------------------ | ------------------------ | ------------------------ |
| AS Solingen (A 3)    | AD Langenfeld               | 118.700                                   | 117.400                                   | 125.600                                   | 10,0 %                   | 10,1 %                   | 10,0 %                   |
| AD Langenfeld        | AS Leverkusen-Opladen (A 3) | 114.000                                   | 116.800                                   | 117.600                                   | 11,3 %                   | 11,3 %                   | 08,9 %                   |
| AS Immigrath (A 542) | AD Langenfeld               | 016.400                                   | 016.100                                   | 018.100                                   | 07,9 %                   | 06,9 %                   | 05,9 %                   |